# Comité de Medicamentos de Uso Humano
El Comité de Medicamentos de Uso Humano (CMUH) es un comité de la Agencia Europea de Medicamentos (EMEA), anteriormente Agencia Europea para la Evaluación de Medicamentos (EMEA). El Comité de Medicamentos de Uso Humano se denominaba anteriormente Comité de Especialidades Farmacéuticas.

## Organización
El comité está compuesto por un presidente, un representante (y un suplente) de cada una de las autoridades nacionales competentes de todos los Estados miembros de la Unión Europea, así como de Islandia y Noruega, y hasta 5 miembros cooptados (expertos ad hoc en un tema concreto). Se reúne todos los meses en la sede de la Agencia Europea de Medicamentos.

## Funciones
El CMUH evalúa las solicitudes relativas a medicamentos en el marco de los procedimientos comunitarios centralizados de autorización de comercialización.
De conformidad con el Reglamento nº 726/2004/CE de la Comisión Europea, emite dictámenes científicos sobre todas las cuestiones relativas a los medicamentos de uso humano.
El CMUH puede arbitrar en caso de desacuerdo entre los Estados miembros en caso de procedimiento descentralizado o de reconocimiento mutuo de la comercialización de medicamentos en el que participen varios Estados miembros. También puede intervenir en caso de preocupación por la protección de la salud pública en relación con los medicamentos.

### Artículos relacionados
- Industria farmacéutica
- Agencia Europea de Medicamentos